# Helonastes acentrus
Helonastes acentrus là một loài bướm đêm trong họ Crambidae.